# Albert Roussel
Albert Roussel (Tourcoing, 5 aprile 1869 – Royan, 23 agosto 1937) è stato un compositore francese.

## Biografia
Dopo essere stato ufficiale di marina sino all'età di 25 anni si congedò per dedicarsi completamente alla musica e ebbe tra i suoi insegnanti Vincent d'Indy. Insegnò contrappunto alla Schola cantorum di Parigi tra il 1902 e il 1913 ed ebbe tra i suoi allievi Erik Satie e Bohuslav Martinů. Viaggiò in oriente, andò volontario in guerra ed infine si stabilì in Normandia continuando a frequentare gli ambienti musicali parigini.
Nel 1937 avvenne la prima esecuzione assoluta nella Salle Pleyel di Parigi del Concertino per violoncello e orchestra op. 57 di sua composizione con Pierre Fournier.

## Stile
Fu uno dei più significativi musicisti francesi del primo '900 e, sebbene non abbia mai appartenuto ad alcuna corrente musicale, fu molto più vicino alla rinascita sinfonica francese per mezzo dell'Impressionismo, del Simbolismo e degli stili nascenti di Gabriel Fauré e Claude Debussy che all'accademismo che trovava i migliori esponenti in Jules Massenet e Camille Saint-Saëns. Nella sua scrittura molto raffinata utilizzò spesso elementi della musica orientale che amalgamò con un solido classicismo.

## Principali opere

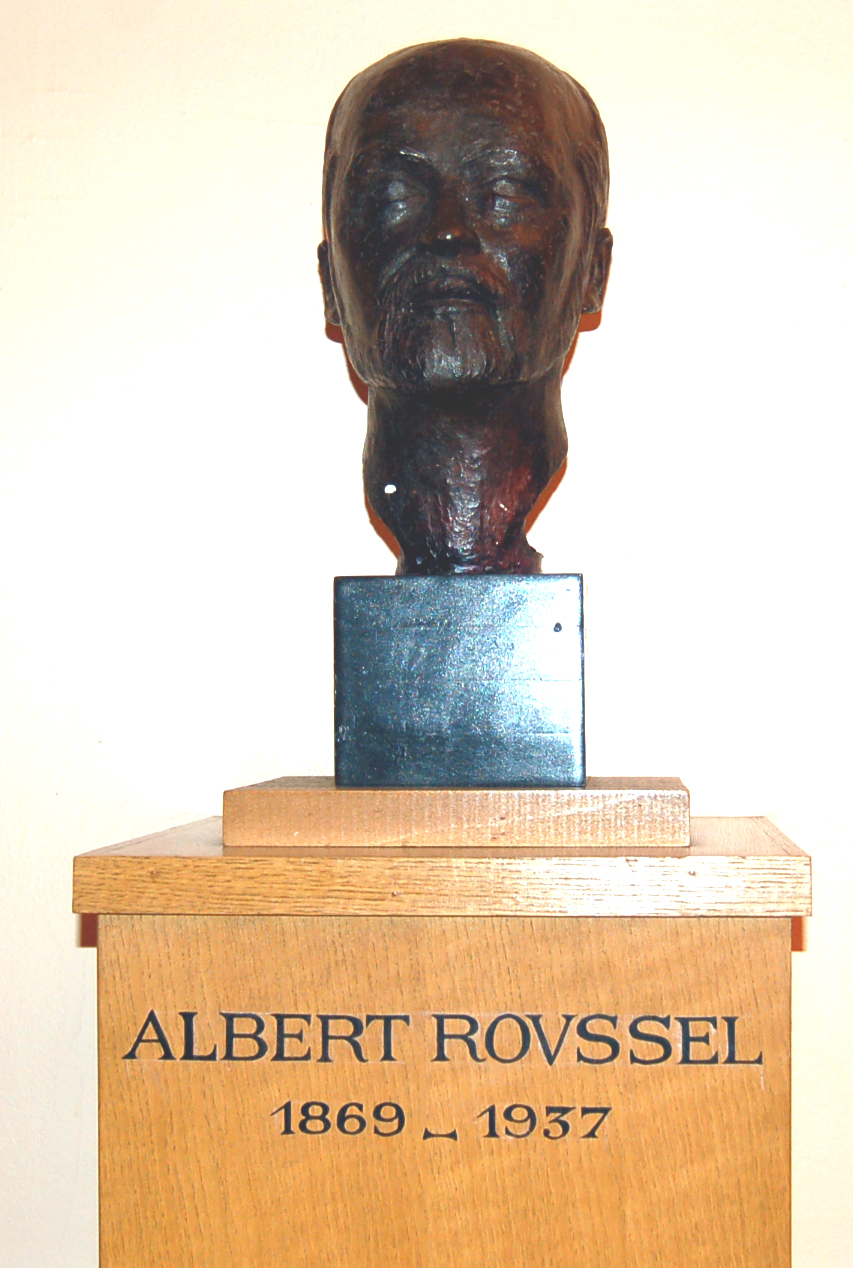
Busto di Albert Roussel esposto alla salle Cortot a Parigi

Il suo catalogo non molto corposo comprende, 4 opere, 4 balletti, 4 sinfonie, 2 musiche di scena, un concertino e molte liriche da camera di poeti francesi, greci e cinesi nonché di James Joyce.

### Opere sinfoniche
- Évocations, per coro e orchestra (1912)
- Sinfonia n°1 in Re minore “Il Poema della foresta”, op. 7 (1906)
- Suite in Fa maggiore (1926)
- Sinfonia n°2 in Si bemolle maggiore, op. 23 (1921)
- Sinfonia n°3 in Sol minore, op. 42 (1930)
- Psaume LXXX, per tenore, coro e orchestra (1934)
- Sinfonietta per archi  in Re minore, op. 52 (1934)
- Sinfonia n°4 in La maggiore, op. 53 (1934)
- Rapsodia fiamminga, op. 56 (1936)

### Balletti
- Le festin de l'araignée (1913) (balletto)
- Padmâvatî (1923) (opera-balletto)
- Bacchus et Ariane (1931 al Palais Garnier di Parigi con Serge Lifar)
- Enea (Aeneas) ор. 54 (1934) (balletto con chori)

### Concerti per strumento solista e orchestra
- Concerto per pianoforte e orchestra, op. 36 (1927)
- Concertino per violoncello e orchestra (1936)

### Musica da camera
- Trio per violino, violoncello e pianoforte in Mi bemolle maggiore, op. 2 (1902)
- Divertimento per flauto, oboe, clarinetto, fagotto, corno e pianoforte, op. 6 (1906)
- Sonata n°1 per violino e pianoforte in Re minore, op. 11 (1908; revisionata nel 1931)
- Improvvisazione per arpa, op. 21 (1919)
- Due poemi di Ronsard per flauto e soprano, op. 26 (1924)
- Joueurs de flûte (Suonatori di flauto) per flauto e pianoforte, op. 27 (1924)
- Sonata n°2 per violino e pianoforte, op. 28 (1924)
- Segovia per chitarra, op. 29 (1925)
- Serenata per flauto, violino, viola, violoncello e arpa, op. 30 (1925)
- Duo per fagotto e contrabbasso
- Trio per flauto, viola e violoncello, op. 40 (1929)
- Aria n° 2 per oboe e pianoforte (1930)
- Quartetto per archi, op. 45 (1931-32)
- Andante e Scherzo per flauto e pianoforte, op. 51 (1934)
- Pipe per ottavino e pianoforte in Re maggiore
- Trio per violino, viola e violoncello, op. 58 (1937)
- Musica per "Elpénor", poema radiofonico op. 59, per flauto e quartetto d’archi (1937)
- Andante da Trio incompiuto per oboe, clarinetto e fagotto (1937)

## Fondo Albert Roussel
Il fondo Amici belgi di Albert Roussel, acquisito dalla Sezione Musica della Biblioteca reale del Belgio grazie a un dono dell'omonima associazione, è la fonte d'archivio più importante dedicata al compositore al di fuori della Francia. Conserva numerosi documenti unici, fra i quali una decina di manoscritti musicali autografi, circa 250 lettere (fra cui un centinaio inedite), un carnet di viaggio, dei dischi a 78 giri e a 33 giri, dei nastri magnetici contenenti nella maggior parte dei casi prime registrazioni di sue composizioni, documenti iconografici e un'importante collezione di articoli, programmi di concerti e documenti relativi alla sua vita e alla sua opera.